# 15.º Ejército Japonés de Área
El 15.º Ejército Japonés de Área (第15方面軍, Dai jyūgo hōmen gun) fue un ejército de campaña del Ejército Imperial Japonés durante las etapas finales de la Segunda Guerra Mundial.

## Historia
El 15.º Ejército Japonés de Área se formó el 1 de febrero de 1945 bajo el Mando de Defensa General como parte del último esfuerzo de defensa desesperado del Imperio del Japón para disuadir posibles desembarcos de las fuerzas aliadas en el centro de Honshu durante la Operación Downfall (u Operación Ketsugō (決号) 作戦, Ketsugō sakusen en terminología japonesa). Fue transferido al Segundo Ejército General recién formado el 8 de abril de 1945. El 15.º Ejército Japonés de Área era responsable de las regiones de Kansai y Chūgoku de Honshu y la isla de Shikoku. Tenía su sede en Osaka. El liderazgo del 15.º Ejército Japonés de Área también ocupó puestos equivalentes en el Ejército del Distrito Central y tuvo el honor de recibir sus nombramientos personalmente del emperador Hirohito en lugar del Cuartel General Imperial.
El 15.º Ejército Japonés de Área estaba formado principalmente por reservistas mal entrenados, estudiantes reclutados y milicianos de la guardia local. Además, los japoneses habían organizado los Cuerpos Voluntarios de Combate, que incluían a todos los hombres sanos de 15 a 60 años y mujeres de 17 a 40 años, para realizar apoyo de combate y, en última instancia, trabajos de combate. En general, faltaban armas, entrenamiento y uniformes: algunos hombres estaban armados con nada mejor que mosquetes de avancarga, arcos largos o lanzas de bambú; sin embargo, se esperaba que se las arreglaran con lo que tenían.
El 15.º Ejército Japonés de Área fue desmovilizado en la rendición de Japón el 15 de agosto de 1945 sin haber entrado en combate.

## Comandantes

### Comandante en Jefe
|   | Nombre                           | Desde                | Hasta                |
| - | -------------------------------- | -------------------- | -------------------- |
| 1 | General Masakazu Kawabe          | 1 de febrero de 1945 | 7 de abril de 1945   |
| 2 | Teniente general Eitaro Uchiyama | 7 de abril de 1945   | 15 de agosto de 1945 |

### Jefe de Estado Mayor
|   | Nombre                           | Desde                | Hasta                |
| - | -------------------------------- | -------------------- | -------------------- |
| 1 | Teniente general Michio Kunitake | 1 de febrero de 1945 | 15 de agosto de 1945 |